# Laurent Dutheil
Pour les articles homonymes, voir Dutheil.
Laurent Dutheil, né le 4 avril 1956 à Boulogne-Billancourt, est un homme politique français.

## Biographie

### Enfance et études
Laurent Dutheil naît le 4 avril 1956 à Boulogne-Billancourt (Seine).

### Carrière professionnelle
En 1983, il est nommé attaché parlementaire au cabinet du secrétaire d'État auprès du ministre de l'Éducation nationale.
En 2008, il démissionne de son poste de directeur adjoint au cabinet du président du conseil régional d'Île-de-France, Jean-Paul Huchon ; mais il garde son emploi d'administrateur territorial rattaché à la région.
Il est le directeur général du Lieu du Design,,,,,,. Il est remplacé par Stéphane Simon.

### Carrière politique
Il adhère au PS en 1974.
Laurent Dutheil commence sa carrière politique en se présentant à la mairie de Villeneuve-Saint-Georges. De 1989 à 1995, il est le 1er adjoint du maire, Roger-Gérard Schwartzenberg. Depuis 2001, il est adjoint au maire chargé de l'environnement.
En mars 2008, il est tête de liste PS à Villeneuve-Saint-Georges lors des municipales,.
Il est élu conseiller général du canton de Villeneuve-Saint-Georges lors des cantonales de 1992 et est réélu en 1998 et 2004. Candidat à sa propre succession lors du renouvellement de 2011, il est éliminé dès le 1er tour en réalisant 22,54 %.
En 2011, Luc Carvounas lui propose d'être candidat sur sa liste lors des sénatoriales. Il figure en 5e position sur la liste d'union de la gauche, mais il n'est pas élu.
En avril 2014, il est nommé secrétaire national du PS à la Laïcité et aux Institutions.
À la suite de l'élection de Luc Carvounas comme député de la 9e circonscription du Val-de-Marne,, il devient sénateur du Val-de-Marne le 29 juillet 2017.

### Vie privée
Il est marié à Catherine Beauvois depuis 1996, et ont 2 enfants.